# Codex Manesse

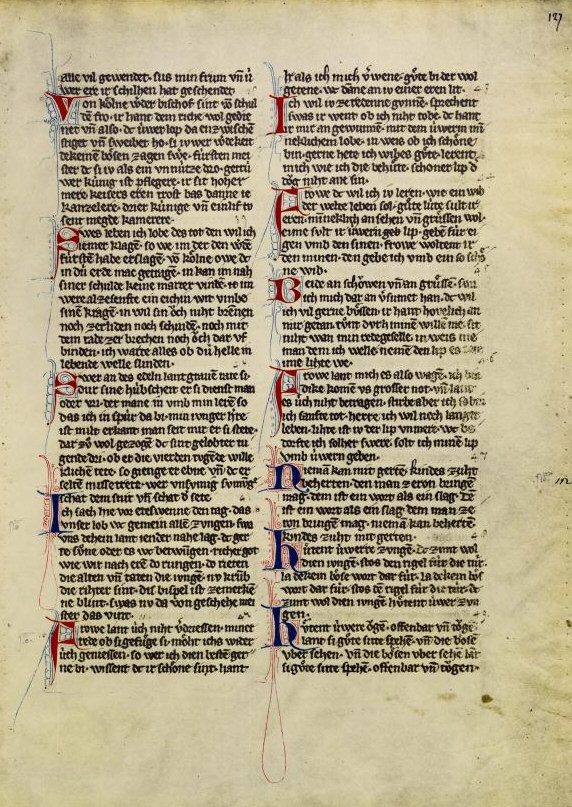
fol. 127r: Werke Walthers von der Vogelweide

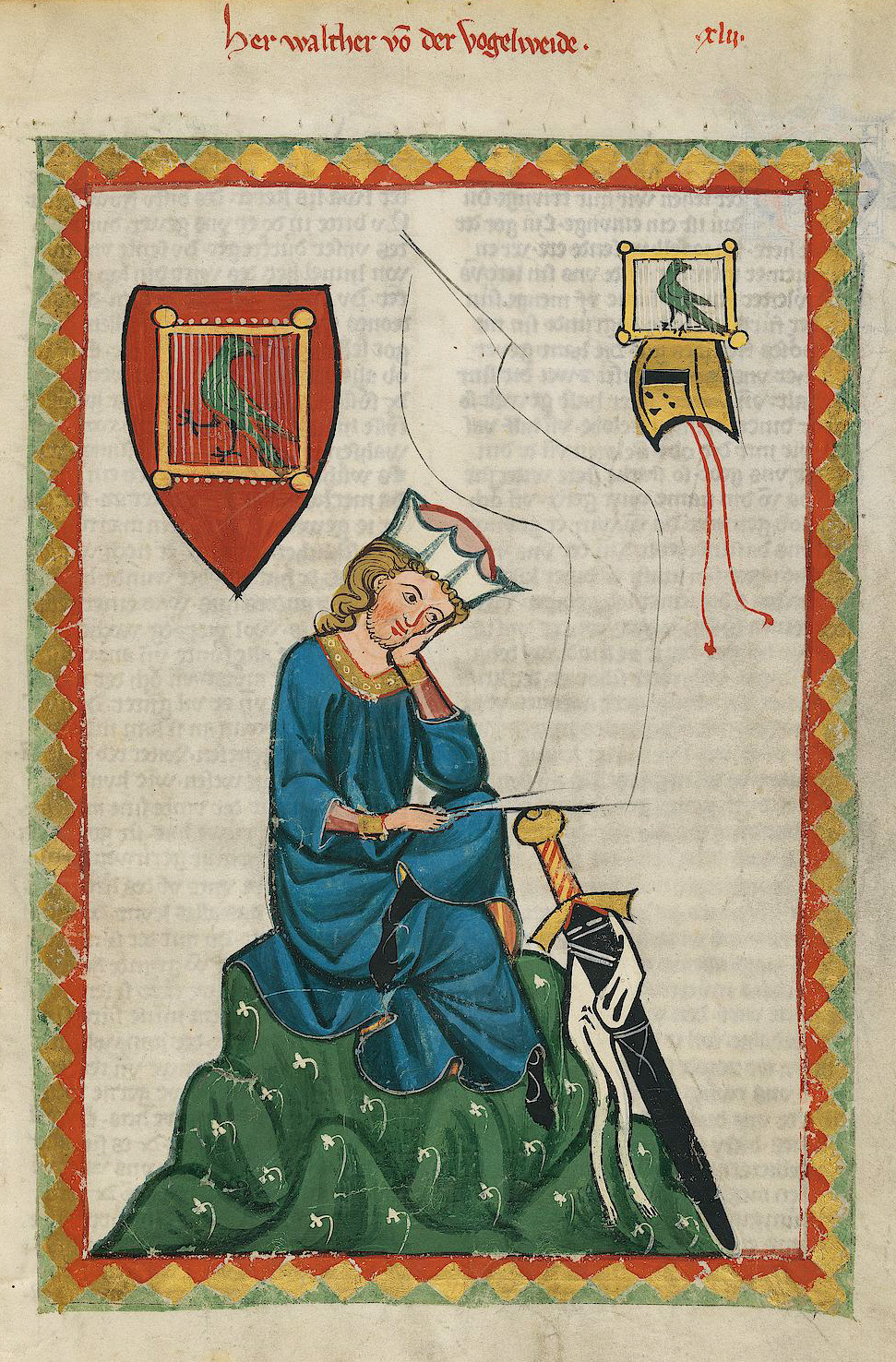
fol. 124r: Autorbild Walther von der Vogelweide

Der Codex Manesse (auch Manessische Liederhandschrift oder Manessische Handschrift, nach dem jeweiligen Aufbewahrungsort auch als Große Heidelberger Liederhandschrift, vor 1888 als Pariser Handschrift, bezeichnet) ist die umfangreichste und berühmteste deutschsprachige Liederhandschrift des Mittelalters. So benannt wurde sie von dem Gelehrten Johann Jakob Bodmer nach einer umfangreichen Liedersammlung der Schweizer Patrizierfamilie Manesse. Von Germanisten wird die Sammlung seit Karl Lachmann kurz mit der Sigle C bezeichnet. Nach wechselvoller Geschichte wird sie seit 1888 in der Universitätsbibliothek Heidelberg aufbewahrt (Signatur: Cod. Pal. germ. bzw. cpg 848).
Der Kodex besteht aus 426 beidseitig beschriebenen Pergamentblättern im Format 35,5 × 25 cm, die von späterer Hand paginiert wurden. Insgesamt befinden sich in ihr 140 leere und zahlreiche nur zum Teil beschriebene Seiten. Der Text wurde nicht nur mehrfach in verbesserten historisch-kritischen Ausgaben herausgegeben, sondern – im Unterschied zu anderen Handschriften – auch zeichengenau abgedruckt (s. Bibliographie).
Die Manessische Liederhandschrift enthält dichterische Werke in mittelhochdeutscher Sprache. Ihr Grundstock wurde um 1300 in Zürich hergestellt, wahrscheinlich im Zusammenhang mit der Sammeltätigkeit der Zürcher Patrizierfamilie Manesse. Mehrere Nachträge kamen bis zirka 1340 hinzu. Der Text stammt von 10–12 verschiedenen Schreibern, vielleicht aus dem Umfeld des Grossmünsters in Zürich. Eine Entstehung im Scriptorium des Klosters Oetenbach ist denkbar. Der Kodex gilt als repräsentative Summe des mittelalterlichen Laienliedes und bildet zudem für den «nachklassischen» Minnesang die Haupt- und weithin die einzige Quelle. Die insgesamt 138 Miniaturen, die die Dichter in idealisierter Form bei höfischen Aktivitäten darstellen oder auch bestimmte schon damals bekanntere Stellen aus ihrem Werk illustrieren (wie etwa Walthers von der Vogelweide Reichston «Ich saz ûf eime steine und dahte bein mit beine»), gelten als bedeutendes Dokument oberrheinischer gotischer Buchmalerei. Eine weitere Miniatur ohne Text ist nur vorgezeichnet. Ohne Miniatur blieb Walther von Breisach. Für das Werk lieferten insgesamt vier Künstler die Miniaturen: 110 Illustrationen entfallen auf den Maler des Grundstocks, 20 auf den ersten Nachtragsmaler, vier auf den zweiten und drei (plus eine Vorzeichnung) auf den dritten.

## Inhalt und Aufbau
Das enorme Werk ist eine Gemeinschaftsproduktion von 10 bis 12 Schreibern (des Texts), 6 Illuminatoren (der Textverzierungen) und 4 Malern (der Miniaturen, also der Bilder). Da die Namen nicht überliefert sind, werden ihnen üblicherweise die folgenden Bezeichnungen gegeben:
- Schreiber: As, Bs, …, Ms, wobei As auch als Grundstockschreiber bezeichnet wird
- Illuminatoren: J1 bis J6
- Maler: Gr für Grundstockmaler, NI, NII, NIII für Nachtragsmaler

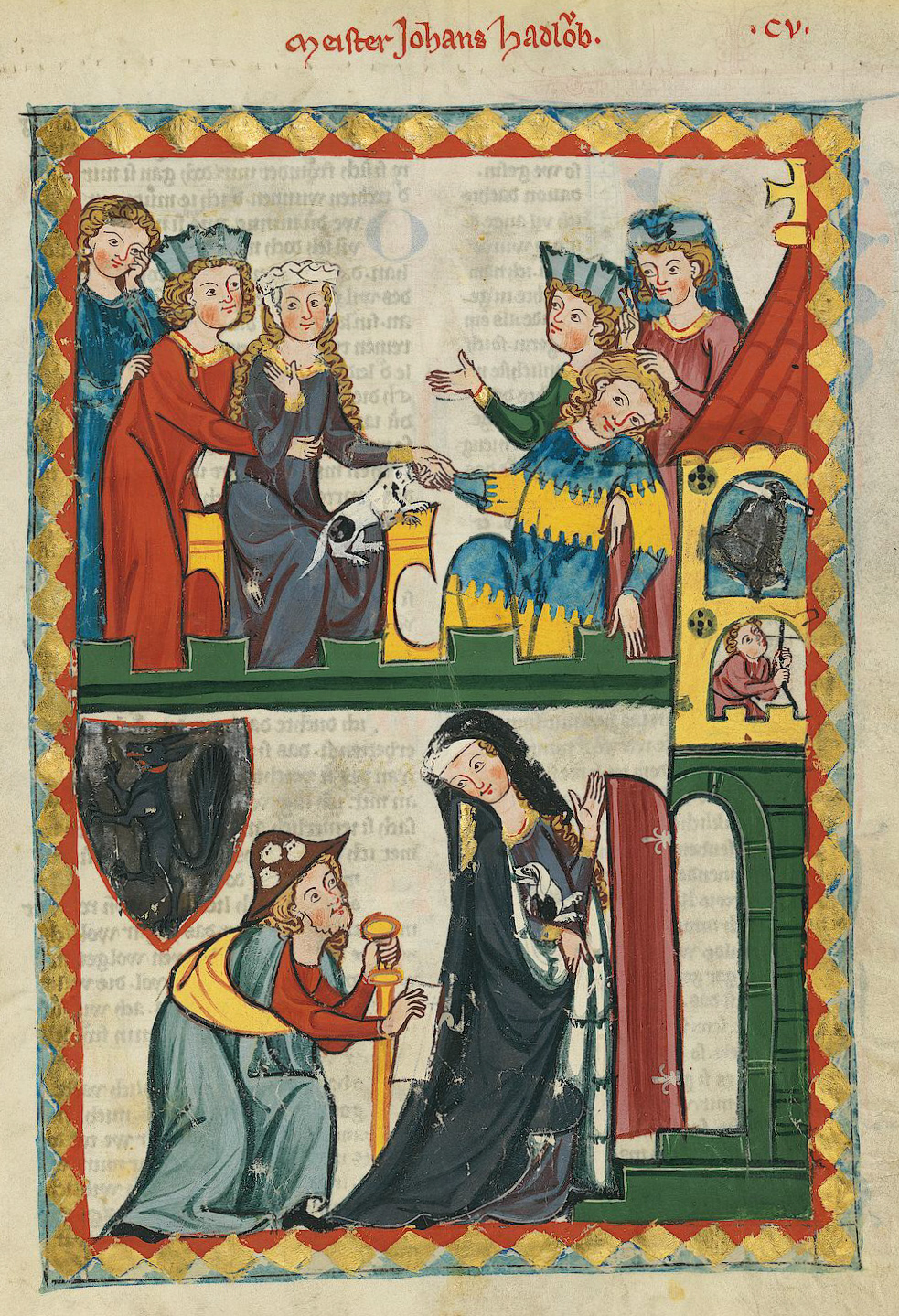
fol. 371r: Autorbild Johannes Hadlaub

Die Handschrift beginnt mit einem vom Grundstockschreiber in einer Kolumne bis Nr. CXIIII geschriebenen Inhaltsverzeichnis, das teilweise durch Nachtragschreiber mit seitlichen Ergänzungen versehen wurde.
Die in gotischer Buchschrift geschriebene Handschrift überliefert die mittelhochdeutsche Lyrik in ihrer gesamten Gattungs- und Formenvielfalt (Lieder, Leichs, Sangsprüche) von den Anfängen weltlicher Liedkunst (Der Kürenberger um 1150/60) bis zur Zeit der Entstehung der Handschrift (Johannes Hadlaub um 1300 und darüber hinaus). Melodienotationen zu den Texten fehlen. Der Kodex enthält 140 Dichtersammlungen, die jeweils durch ganzseitige Autorbilder (oft mit Wappen und Helmzier, vgl. Abbildung) eingeleitet werden und, geordnet nach Tönen, insgesamt rund 6000 Strophen umfassen. Dabei handelt es sich sowohl um Minne- als auch um didaktische und religiöse Lyrik. Die Anordnung der Liedkorpora orientiert sich anfangs, wie in der Weingartner Liederhandschrift und in der (verlorenen) gemeinsamen Vorlage *BC, am sozialen Stand der Autoren: An der Spitze thronen, als vornehmste Sänger, die staufischen Herrscher Kaiser Heinrich VI. und König Konrad IV., es folgen Fürsten, herren (unter anderen Walther von der Vogelweide) und schließlich meister.
Der Codex Manesse ist das Resultat eines komplexen, nie förmlich abgeschlossenen Sammelvorgangs: Weder die Texte noch die 138 Bilder wurden in einem Zug eingetragen, und manches ist später neu geordnet worden; innerhalb der Autorenkorpora sind Lücken geblieben, etwa ein Sechstel der Seiten ist für Nachträge freigelassen. Unterschieden werden der Grundstock von etwa 110 Autoren (niedergeschrieben zu Beginn des 14. Jahrhunderts) und mehrere Nachtragsschichten, die bis zur Mitte des Jahrhunderts weitere 30 Autoren hinzufügten. Unverkennbar ist die Absicht, die Liedkunst, auch die zeitgenössische, möglichst vollständig zu sammeln, jedenfalls, soweit sie mit Namen verbunden war oder sich verbinden ließ. Es gab auch Texteinbußen durch Blattverlust. Die Strophenanfänge sind mit lied- und tonweise wechselnden blauen und roten Initialen geschmückt; teilweise finden sich Randverzierungen.
Abweichend vom Standardverfahren der Handschrift, jeweils ein Textkorpus einem Autor und einer Miniatur zuzuordnen, finden sich bei «Klingesor von vngerlant» nicht nur dessen Gedichte (freilich gab es den Zauberer Klingsor aus Ungarn nicht wirklich, und seine Strophen sind fingiert), sondern anthologieartig auch Gedichte von fünf weiteren Minnesängern (die aber auch ihren eigenen Haupteintrag haben). Dies geschah deshalb, weil hier der Sängerkrieg auf der Wartburg (vermutlich 1206) dargestellt werden sollte: Das Gastgeber-Ehepaar, Landgraf Hermann I. von Thüringen und seine Frau Sophie, die Schwiegereltern der Heiligen Elisabeth, thronen über den sechs auftretenden Sängern.

## Entstehung

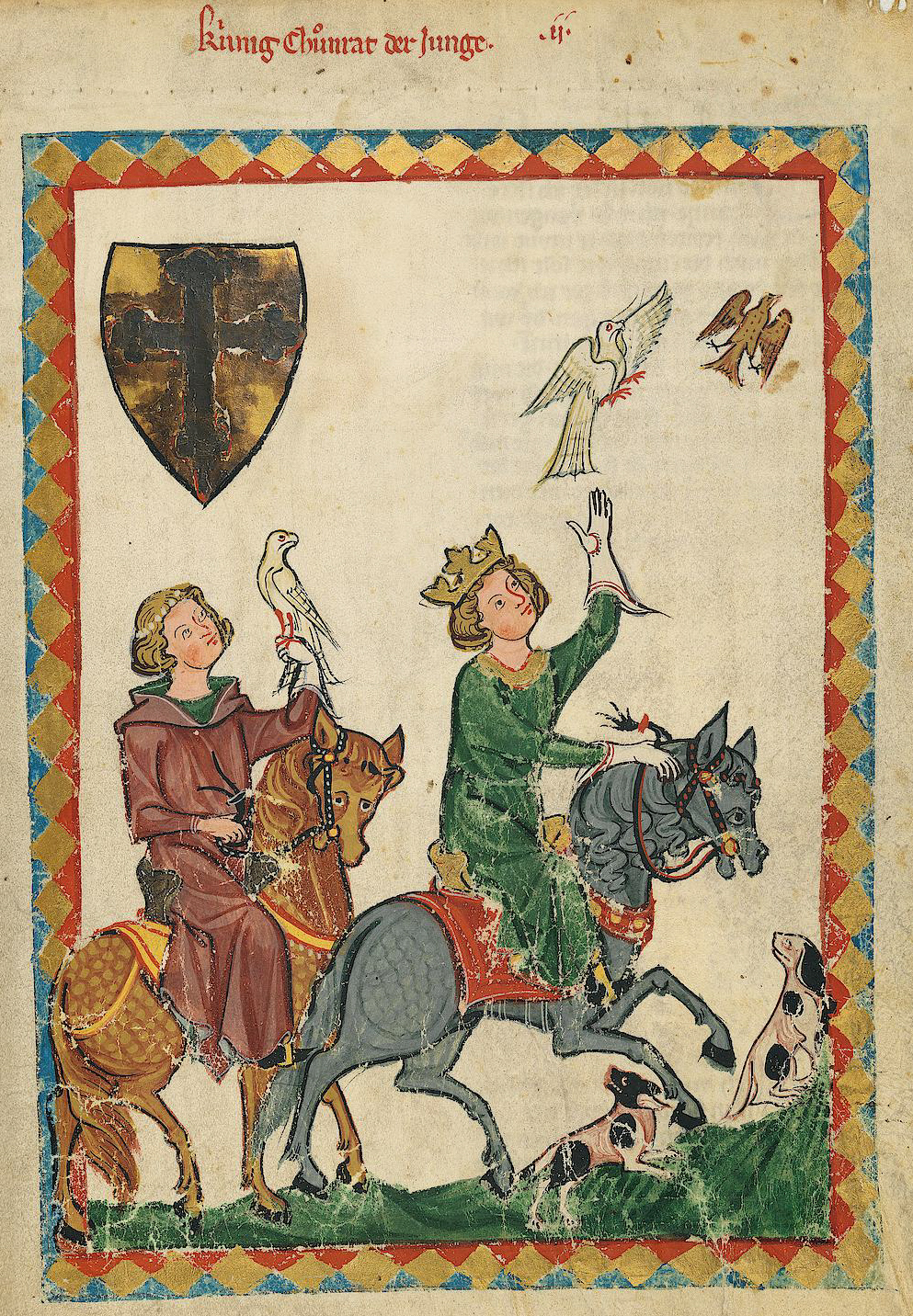
fol. 7r: Autorbild «Konrad der Jüngere» (Konradin von Hohenstaufen bei der Beizjagd)

Einblick in die Vorstufen bzw. in die Entstehung der Handschrift gibt der Zürcher Dichter Johannes Hadlaub (Hauskauf: 4. Januar 1302; † 16. März, vermutlich vor 1340). Er gehörte zum Bekanntenkreis der Patrizierfamilie Manesse, die sich durch antiquarische Sammelleidenschaft und ein Interesse für den staufischen Minnesang auszeichnete.
In seinem in der Handschrift enthaltenen Lobpreis der Manessen (fol. 372r) besingt der Dichter die auf Vollständigkeit angelegte Sammlung von Liederbüchern durch Rüdiger Manesse d. Ä. (volljährig 1252, † 1304), eines der einflussreichsten Zürcher Ratsmitglieder, und durch dessen Sohn Johannes, den Kustos der Propstei († 1297). Wenn auch eine unmittelbare Beteiligung Rüdiger Manesses an der Herstellung der «Manessischen Handschrift» nicht explizit bezeugt ist, so dürften doch die von Hadlaub erwähnten liederbuochen der Familie Manesse die Grundlage des berühmten Kodex darstellen. Möglicherweise hat Hadlaub auch selbst maßgeblich an der Vorbereitung und Ausführung des Grundstocks mitgewirkt. Hierauf deutet die exponierte Stellung seines Œuvres in C hin, die durch eine Prunkinitiale markiert wird.
Hadlaub erwähnt in anderen Liedern mehrere führende Zürcher Stadtbürger, so die Fürstäbtissin Elisabeth von Wetzikon, den Grafen von Toggenburg, den Bischof von Konstanz sowie die Äbte von Einsiedeln und Petershausen. Man nahm früher an, dass dieser Personenkreis wegen seines Interesses an Literatur oder der Teilnahme am «literarischen Leben» möglicherweise als eine Art Förderzirkel im Umfeld der Manessefamilie anzusehen sei, der bei der Entstehung der Sammlung eine Rolle gespielt haben könnte. Vermutlich ist dieser sog. «literarische Manessekreis» aber eine Fiktion. Nach Max Schiendorfer fingiert Hadlaub idealtypische Lyrik-Situationen und benutzt die prominenten politischen Namen, um dem Inhalt seiner Lieder einen Anschein von Realität zu verleihen.

## Besitzgeschichte

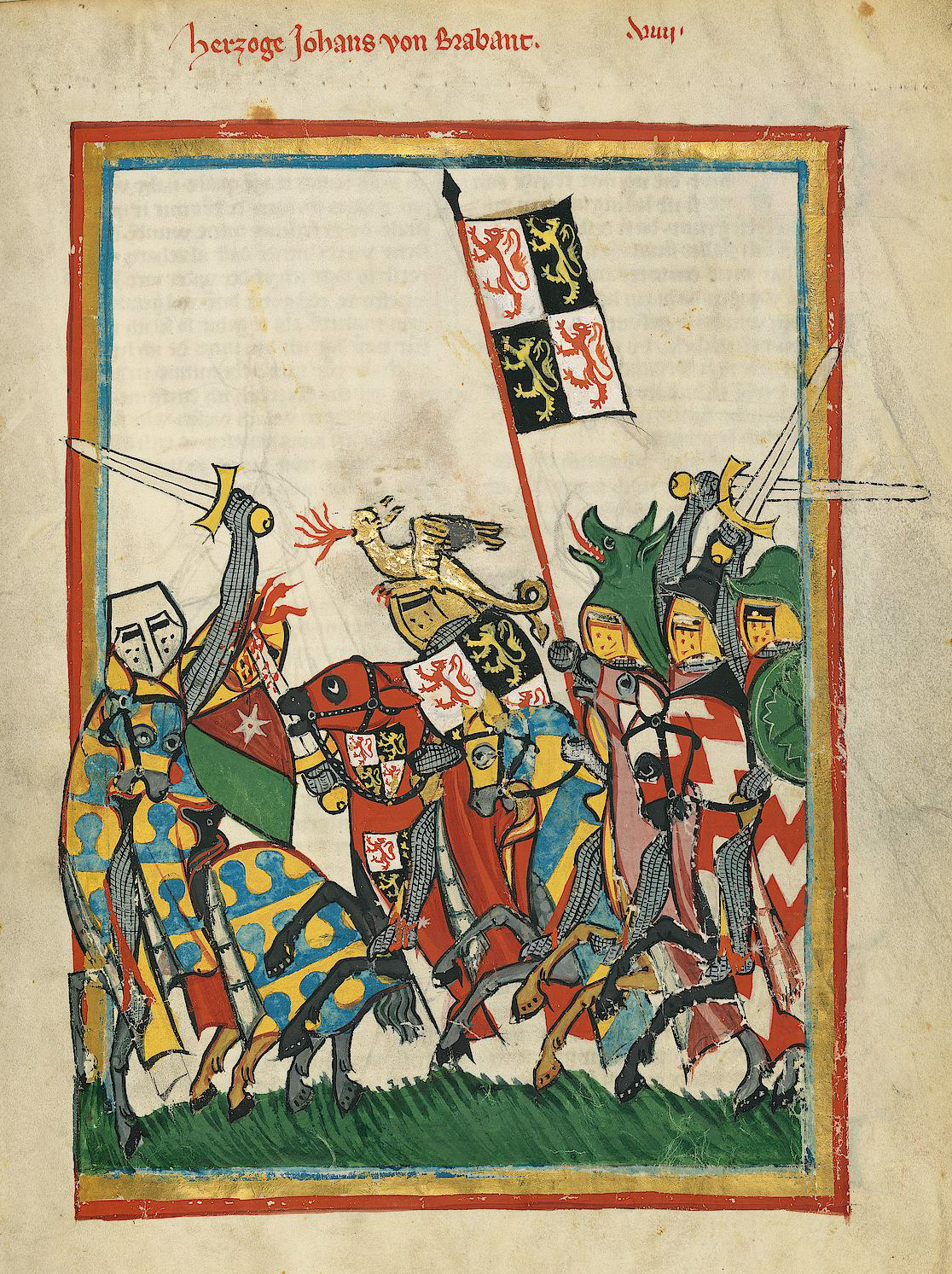
fol. 18r: Autorbild Herzog Johann von Brabant

Der Codex Manesse hat sich seit seiner Erstellung um 1300 in Zürich in stark wechselndem und über weite Zeiträume unbekanntem Besitz befunden. So sind die Besitzer ab Entstehung bis 1588 völlig unbekannt und verlieren sich im 17. Jahrhundert erneut. Erst ab 1757 ist die weitere Geschichte lückenlos nachweisbar.
Möglicherweise befand sich die Schrift schon in der ersten Hälfte des 15. Jahrhunderts nicht mehr in Zürich, sonst hätte damals im Elsass oder in Württemberg kaum eine (Gesamt?-)Kopie angefertigt werden können.
Wenn Gottfried Keller 1877 in der Novelle Der Narr auf Manegg eine mögliche Gefahr für die Handschrift beim Brand der Burg Manegg von 1409 schildert, ist dies reine literarische Fiktion.
Immerhin beachtenswert erscheint ein Hinweis von Johann Jakob Rüeger (1548–1606) in seiner Chronik von Schaffhausen, er habe das alt pergamentin Buch auf Schloss Randegg gesehen und auch (von Hans von Schellenberg) ausgeliehen; seine Beschreibung passt jedenfalls genau, ist dennoch bis heute nicht als Beschreibung des Kodex mit letzter Sicherheit nachgewiesen.
Um 1575/80 muss der Kodex im Besitz eines flämischen Sammlers gewesen sein, der sich vor allem für die Adelswappen interessierte, denn er ließ Wappen und Helmzierden heraldisch fachkundig abzeichnen, möglicherweise auch aus Anlass des Verkaufs der Handschrift. Wenig später erscheint das Liederbuch in der Schweiz im Nachlass des Freiherrn Johann Philipp von Hohensax († 1596), der von 1576 bis 1588 Ämter in den Niederlanden innegehabt hatte und den Kodex in dieser Zeit erworben haben könnte. Seine engen Verbindungen zum Pfalzgrafenhof in Heidelberg lassen es jedoch auch möglich erscheinen, dass Hohensax den Kodex dort vor 1594 „entliehen“ und in die Schweiz mitgenommen hatte. Auf jeden Fall findet sich der Codex Manesse im Nachlass von Johann Philipp von Hohensax, von wo er sich bis mindestens 1604 in der Bibliothek des Bartholomäus Schobinger oder seines gleichnamigen Sohns in St. Gallen befand. Friedrich IV. Kurfürst von der Pfalz und der Heidelberger Gelehrte Marquard Freher unterließen nichts, um (wieder?) in den Besitz des Liederbuchs zu gelangen, was ihnen auch 1607 gelang.
So kam 1607 die Handschrift – unter anderem auf Betreiben des Schweizer Humanisten Melchior Goldast – nach Heidelberg zurück. Goldast war auch der erste wissenschaftliche Benutzer; er veröffentlichte 1604 mehrere didaktische Gedichte aus dem Kodex. 15 Jahre lang gehörte die Handschrift nun zur berühmten Büchersammlung am kurfürstlichen Heidelberger Hof, der Bibliotheca Palatina. 1622 während des Dreißigjährigen Kriegs konnte die Handschrift vor der Eroberung Heidelbergs durch die Truppen der Katholischen Liga unter Tilly offensichtlich in Sicherheit gebracht werden, da sie nicht wie der Großteil der Bibliotheca Palatina als Kriegsbeute nach Rom verbracht wurde. Es ist zu vermuten, dass der «Winterkönig» Friedrich V. sie zusammen mit den wertvollsten Familienschätzen in sein Exil nach Den Haag mitnahm. Seine Witwe Elisabeth Stuart geriet nach 1632 jedoch mehr und mehr in wirtschaftliche Bedrängnis, so dass womöglich der Verkauf des Erbstücks den Kodex einige Jahrzehnte später in die Privatbibliothek des französischen Gelehrten Jacques Dupuy († 17. November 1656) brachte. Dieser vermachte seine Sammlung dem König von Frankreich.
Somit befand sich die Liederhandschrift seit 1657 im Besitz der Bibliothèque royale in Paris, wo sie Jacob Grimm 1815 entdeckte. Seit diesem Fund gab es vielfältige Bemühungen, die Handschrift wieder nach Deutschland zurückzuholen. Aufgrund eingetretener Verjährung des Eigentumsanspruchs der Bibliotheca Palatina war dies nur durch einen Kauf oder Tausch möglich. Letzteren bewerkstelligte 1888 der Strassburger Buchhändler Karl Ignaz Trübner, so dass die berühmteste deutsche Handschrift unter großer Anteilnahme der Bevölkerung nach Heidelberg zurückkehren konnte, wo sie bis heute verwahrt wird. Der Erwerb von der Pariser Bibliothek unter ihrem Direktor Léopold Delisle erfolgte im Tausch gegen eine größere Zahl wertvoller französischer Handschriften, die in den 1840er Jahren aus französischen Bibliotheken durch Guglielmo Libri entwendet worden waren und die Trübner von Lord Bertram Ashburnham, 5. Earl of Ashburnham, kaufte, der die (vermutlich teilweise unrechtmäßig erworbene) Handschriftensammlung seines Vaters veräußern wollte. Den Codex Manesse erhielt zunächst die Berliner Reichsregierung, die die Handschrift dann wieder der Universitätsbibliothek Heidelberg zuwies. Zur Abwicklung des Erwerbs hatte der kaiserliche Dispositionsfonds mit der erforderlichen Zustimmung des Reichskanzlers Otto von Bismarck, der seine persönlichen Zweifel an der künstlerischen Qualität der Miniaturen gegenüber dem Urteil der Fachleute zurückstellte – nach dem Bericht des badischen Gesandten in Berlin Freiherrn Adolf Marschall von Bieberstein beurteilte Bismarck die Bilder aufgrund der ihm vorgelegten Lichtdrucktafeln in schwarz/weiß als „etwas steif“ –, Trübner die erhebliche Summe von 400.000 Goldmark (zirka 7 Millionen Euro) zur Verfügung gestellt.

## Ausstellungen und Faksimiles

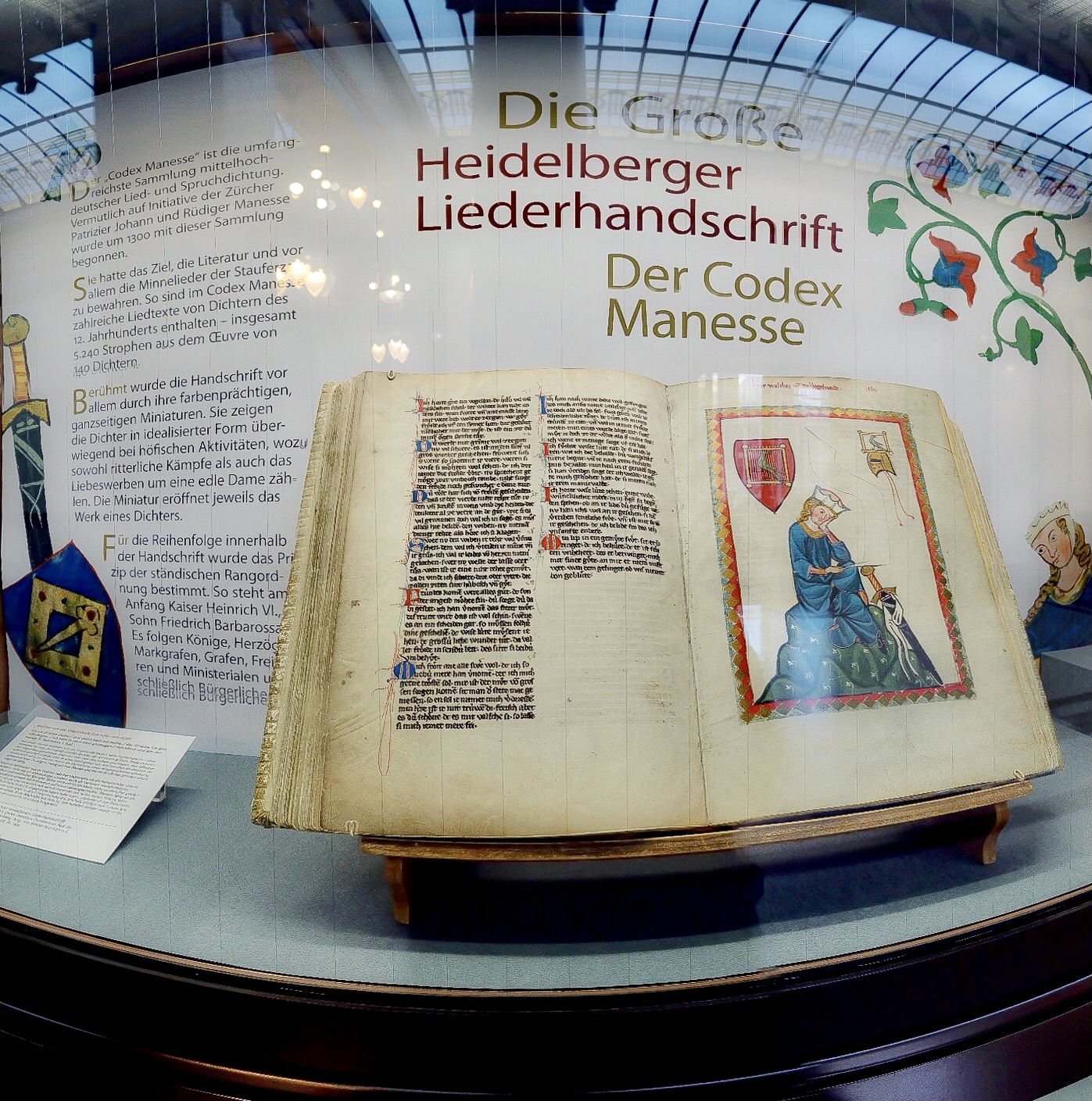
Der Codex Manesse, ausgestellt in der Universitätsbibliothek Heidelberg

Der Original-Kodex kann aus konservatorischen Gründen nur sehr selten im Rahmen von Ausstellungen gezeigt werden. Nachdem bereits 1887 Franz Xaver Kraus anlässlich der 500-Jahr-Feier der Heidelberger Universität (1886) in nur 84 Exemplaren eine rasch vergriffene Faksimileausgabe im Lichtdruck herausgegeben hatte, edierte 1925 bis 1927 der Leipziger Insel-Verlag (Lichtdruck der Kunstanstalt Albert Fritsch, Berlin) ein Faksimile in 320 Exemplaren, wozu das Original mit einem Sonderzug nach Leipzig gebracht wurde; ein Exemplar dieses Faksimiledrucks wird ständig im Foyer des Obergeschosses der Heidelberger Universitätsbibliothek präsentiert.
Ein neues, ebenfalls komplettes Faksimile des Kodex erschien 1974 bis 1979 in 750 Exemplaren, wiederum im Insel-Verlag als mehrfarbiger Lichtdruck von Ganymed – Graphische Anstalt für Kunst und Wissenschaft –, Berlin/Hannover und Kunstanstalt Max Jaffe, Wien. Vorlage war hier nicht das Original, sondern das Faksimile von 1927. 1934 erschienen, herausgegeben von Anton Kippenberg, 12 faksimilierte Blätter der Handschrift in einer eigens dafür hergestellten Leinenmappe unter dem Titel Die Minnesinger im Insel-Verlag zu Leipzig. In der Insel-Bücherei erschienen erstmals 1933 (IB 450) und 1945 (IB 560) je 24 Bilder der Handschrift in verkleinertem Format auch für ein breiteres Publikum, 1988 legte der Insel-Verlag einen Bildband mit allen Miniaturen auf.
1988 veranstaltete die Universität Heidelberg auch eine umfassende Ausstellung zum Codex Manesse. Der Katalog zur Ausstellung dokumentiert die Handschrift selbst, ihre Entstehung, Geschichte und Bedeutung äußerst detailliert.
Im Jahre 1991 kehrte der Codex Manesse für kurze Zeit zu seinen Zürcher Wurzeln zurück (Ausstellung Die Manessische Liederhandschrift in Zürich im schweizerischen Landesmuseum Zürich). Erst 2006 ging das Original wieder auf Reisen, um in der 29. Ausstellung des Europarates Heiliges Römisches Reich Deutscher Nation im Kulturhistorischen Museum Magdeburg gezeigt zu werden. Anlässlich dieser öffentlichen Präsentation des Werkes veröffentlichte die Capella Antiqua Bambergensis 2006 ein Musik-Hörspiel, das die Entstehungsgeschichte des Codex Manesse in fiktionalisierter Form erzählt. Anlässlich des 625-jährigen Bestehens der Heidelberger Universität fand vom 25. Oktober 2010 bis zum 20. Februar 2011 in der Universitätsbibliothek eine Ausstellung statt, in der die Liederhandschrift erstmals seit 2006 wieder im Original und als Faksimile zu sehen war.
Seit 2008 steht eine digitalisierte Fassung frei zugänglich zur Ansicht und zum Download auf den Seiten der Universitätsbibliothek Heidelberg im Netz.
Vom 9. September bis Ende Oktober 2020 wurde der Codex im Landesmuseum Mainz in der großen rheinland-pfälzischen Landesausstellung «Die Kaiser und die Säulen ihrer Macht» ausgestellt.

## Weltdokumentenerbe
Im Mai 2023 nahm die UNESCO den Codex Manesse in ihrer Liste des Weltdokumentenerbes auf.

## Miniaturen auf Briefmarken
Miniaturen aus dem Codex Manesse zierten Briefmarkenserien des Fürstentums Liechtenstein (1961–1963 und 1970), der Deutschen Bundespost (1970) und der Deutschen Bundespost Berlin (1970), von Österreich (1958) sowie der Schweiz (1988).

## Ausgaben
- Friedrich Heinrich von der Hagen (Hrsg.): Manessische Sammlung aus der Pariser Urschrift (= Minnesinger. Deutsche Liederdichter des zwölften, dreizehnten und vierzehnten Jahrhunderts. Band 1). Barth, Leipzig 1838 (Digitalisat in der Google-Buchsuche).
- Walter Koschorreck, Wilfried Werner (Hrsg.): Codex Manesse. Die große Heidelberger Liederhandschrift. Faksimile-Ausgabe. Insel Verlag, Frankfurt am Main 1981.
- Fridrich Pfaff (Hrsg.): Die Große Heidelberger Liederhandschrift (Codex Manesse). Titelausgabe der zweiten, verbesserten und ergänzten Auflage bearbeitet von Hellmut Salowsky. Universitätsverlag C. Winter, Heidelberg 1995, ISBN 3-533-03525-5.